# А-7 (автожир)
A-7 — советский двухместный автожир крылатого типа с трёхлопастным ротором, разработанный Н. И. Камовым. Первый в мире боевой автожир и первый серийный винтокрылый летательный аппарат в СССР.
Первый аппарат был построен в апреле 1934 г. на заводе опытных конструкций при ЦАГИ. В мае автожир был перевезён на аэродром для наземных гонок двигателя и пробежек. 20 сентября 1934 года был совершён первый полёт. Испытания А-7 закончились в декабре 1935 года. Но это не помешало автожиру участвовать на авиационном параде в честь дня авиации 18 августа 1935 г.

## Конструкция и характеристики
Автожир имел двигатель воздушного охлаждения М-22 мощностью 480 л. с., что позволяло ему развивать максимальную скорость 218 км/ч. Тянущий винт имел две лопасти, шаг которых можно было изменить на земле. Ротор (несущий винт) перед взлётом раскручивался системой механического привода от основного двигателя, что уменьшало дистанцию разбега перед взлётом. Взлётная масса составляла 2300 кг; полная нагрузка — 800 кг; продолжительность полёта — 4 ч; практический потолок — 4700 м.

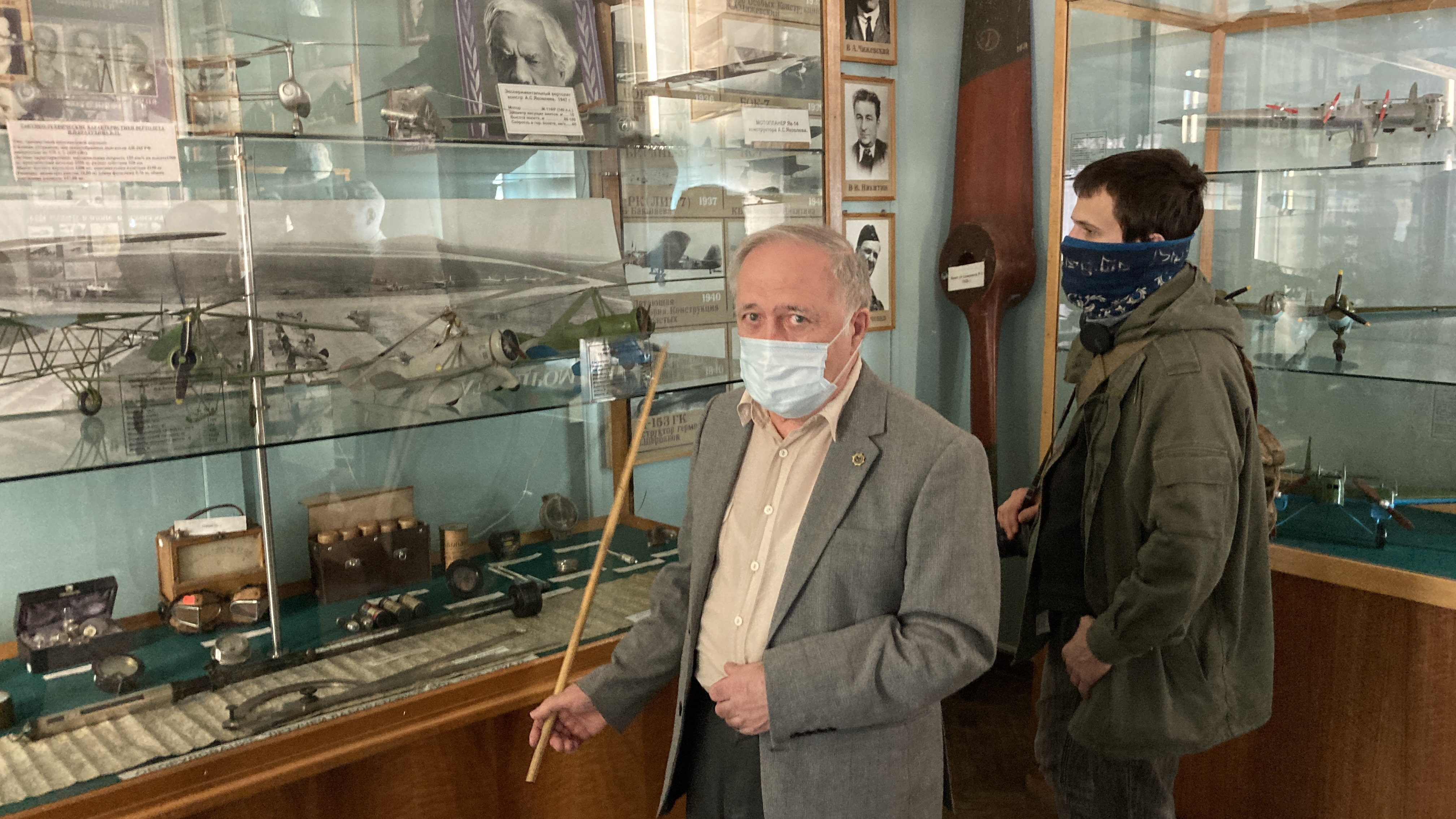
Модель А-7 (справа по центру) в музее

Фюзеляж ферменной конструкции из стальных труб. Состоял из трёх отсеков: моторного с топливными баками, раздельной кабины для лётчика и наблюдателя и хвостовой балки.

## Вооружение
Состояло из трёх пулемётов:
- передний синхронный пулемёт ПВ-1 с ленточным питанием стрелял через винт;
- оборона задней полусферы осуществлялась спаренной пулемётной установкой ДА-2 на кольцевой турели.

В последующих модификациях снизу крыла установлены узлы для подвески четырёх бомб ФАБ-100 и шести неуправляемых ракетных снарядов РС-82.

## Применение
В начале 1938 г. входил в состав экспедиции для снятия с дрейфующей льдины у берегов Гренландии станции «Северный полюс-1», возглавляемой И. Д. Папаниным. Однако ледокол «Ермак», на котором перевозился А-7, опередили гидрографические суда «Таймыр» и «Мурман», и автожир не успел принять участие в спасательной операции.
Зимой 1939/1940 года во время войны с Финляндией два автожира были отправлены на фронт для корректировки артиллерийского огня. Было совершено несколько боевых разведывательных вылетов.
В начале 1941 года автожир проходил лётные испытания по применению на авиахимработах в предгорьях Тянь-Шаня. Экспедиция была организована Наркомлесом и Аэрофлотом для борьбы с яблочной молью и продлилась месяц. Автожир показал эффективность, сравнимую с самолётами, а по некоторым параметрам и превзошёл их. Автожиру не нужны большие площадки для взлёта и посадки, воздушный поток от ротора направлял поток ядохимикатов строго вниз, что за счёт попадания ядов и на нижнюю поверхность листьев повышало эффективность их применения.
С началом Великой Отечественной войны из пяти А-7-3а сформировали отдельную автожирную эскадрилью:
Отряд автожиров, организованный Главным артиллерийским управлением, действовал в составе 24-й армии в районе города Ельня и базировался одно время на аэродроме в деревне Подопхай. Лётчики отряда под командованием старшего лейтенанта Трофимова совершили целый ряд боевых вылетов для корректировки артогня и в тыл противника к партизанам. Полёты проводились днём и ночью.
Особенно тяжело было проводить ночные полёты. Это был наш первый опыт, а на войне, как говорится, долго не раздумывают. Как только автожиры прибыли к месту расположения, на следующий же день командование приказало готовиться к выполнению боевого задания ночью. Полёты производились в полной темноте. Ни о каких лампах, хотя бы «летучих мышах», даже разговоров не было. Прифронтовой аэродром находился всего в двадцати километрах от передовой. За несколько дней до прибытия автожиров немцы засекли аэродром и девятка «мессеров» разбомбила его в пух и прах. Командир истребительного полка, бывшего на этом аэродроме, всё время остерегался очередного налёта немцев. Поэтому, как только автожир выруливал из укрытия, чтобы раскрутить винт перед взлётом, вокруг машины начиналась возня и раздавалась ругань: «Взлетай скорее!!! Не канительтесь!» и тому подобное. Ночью взлёты и посадки проводились в полной темноте — только по звуку мотора можно было определить, где машина и что с ней. Если гудит, значит цела…